# Vasuki Sunkavalli
Vasuki Sunkavalli (Hyderabad, 1985) è una modella indiana, incoronata Miss India 2011 il 15 luglio 2011 a Mumbai, attraverso il concorso di bellezza I Am She - Femina Miss India. La modella si è classificata alla prima posizione davanti a Parul Duggal e Tanvi Singal, rispettivamente seconda e terza classificata.
Al momento dell'incoronazione, Vasuki Sunkavalli si era appena laureata in giurisprudenza presso l'università di New York, ed aveva collezionato alcune esperienze come modella. In precedenza la modella aveva vissuto insieme alla propria famiglia a Secunderabad, dove aveva portato a termine gli studi primari, presso la scuola St. Ann.
In quanto detentrice del titolo nazionale, Vasuki Sunkavalli, che è alta un metro e settantatré, è stata la rappresentante ufficiale dell'India per Miss Universo 2011, che si è tenuto a São Paulo, Brasile il 12 settembre 2011.